# 錫達鎮區 (堪薩斯州蔡斯縣)
錫達鎮區（英語：Cedar Township）為美國堪薩斯州蔡斯縣轄下的鎮區。2010年美国人口普查中該鎮區人口有93人。

## 地理
錫達鎮區涵蓋總面積為142.1平方（54.9平方英里），境內沒有已建制定居點。

### 非建制地區
- Wonsevu

### 墓園
根據美國地質調查局的資料，此鎮區擁有2座墓園：
- 格里菲斯墓園（Griffith Cemetery）
- Wonsevu墓園

### 溪流
通過此鎮區的溪流有：
- 比爾斯溪（Bills Creek）
- 布拉什溪（Brush Creek）
- 中溪（Middle Creek）
- 特基溪（Turkey Creek）

### 機場
- Clothier起落場

## 人口統計
根據2010年美國人口普查，錫達鎮區人口有93人，住房56戶，人口密度為0.65人/每平方公里。此鎮區居民之種族中，白人佔95.7%，非裔美國人佔0%，美洲原住民佔0%，亞裔美國人佔2.15%，太平洋島裔美國人佔0%，其他種族佔0%，混血種族則佔2.15%。而西班牙裔或拉丁裔美國人佔此鎮區人口的2.15%。

## 外部連結
- 蔡斯縣官方網站 （页面存档备份，存于）
- City-Data.com （页面存档备份，存于）
- 蔡斯縣地圖：當前 （页面存档备份，存于），歷史 （页面存档备份，存于），堪薩斯州運輸部